# Trofej Umag
Trofej Umag, znany również jako Umag Trophy – kolarski wyścig jednodniowy, rozgrywany w Chorwacji w okolicy miasta Umag. 
Pierwsza edycja imprezy odbyła się w 2013. Od początku istnienia zaliczany jest do cyklu UCI Europe Tour, w którym posiada kategorię 1.2.

## Zwycięzcy
Opracowano na podstawie:
| Rok  | Pierwsze               | Drugie          | Trzecie            |
| ---- | ---------------------- | --------------- | ------------------ |
| 2013 | Aljaž Hočevar          | Oscar Landa     | Gernot Auer        |
| 2014 | Matej Mugerli          | Matija Kvasina  | Davide Mucelli     |
| 2015 | Marko Kump             | Maksym Averin   | Siergiej Nikołajew |
| 2016 | Jonas Bokeloh          | Mamyr Stasz     | Filippo Fortin     |
| 2017 | Rok Korošec            | Filippo Fortin  | Alex Frame         |
| 2018 | Krister Hagen          | Tom Baylis      | Dušan Rajović      |
| 2019 | Alois Kaňkovský        | Andrea Guardini | Olav Hjemsæter     |
| 2020 | Olav Kooij             | Marko Kump      | Niklas Märkl       |
| 2021 | Jakub Mareczko         | Filippo Fortin  | Tomáš Bárta        |
| 2022 | Daniel Auer            | Tomáš Bárta     | Dušan Rajović      |
| 2023 | Adam Ťoupalík          | Jan Christen    | Darren van Bekkum  |
| 2024 | Matthew Brennan        | Noa Isidore     | Jakub Mareczko     |
| 2025 | Matthias Schwarzbacher | Filippo Fortin  | Tobiasz Pawlak     |